# Иван Радинчев
Иван Георгиев Радинчев, наречен Радинчо, е български революционер, мустафапашански войвода на Вътрешната македоно-одринска революционна организация.

## Биография
Иван Радинчев е роден през 1887 година в мустафапашанското село Кадъкьой. Присъединява се към ВМОРО през 1904 година и председателства революционния комитет в родното си село. Същата година минава в нелегалност, успешно избягал от арест, и образува собствена чета. Легализира се след Младотурската революция от юли 1908 година, но е повторно арестуван и осъден. От затвора бяга в България, където умира през 1912 година.